# 12月8日 (旧暦)
旧暦12月8日（きゅうれきじゅうにがつようか）は、旧暦12月の8日目である。六曜は先勝である。

## できごと
- 崇峻天皇5年（ユリウス暦593年1月15日） - 敏達天皇の皇后だった額田部皇女が初の女帝として即位。33代・推古天皇に
- 貞和2年/正平元年（ユリウス暦1347年1月20日） - 南朝が興国より正平に改元
- 文禄元年（グレゴリオ暦1593年1月10日） -後陽成天皇即位のため、天正より文禄に改元
- 明治3年（グレゴリオ暦1871年1月28日） - 横浜で日本初の日本語による日刊新聞『横浜毎日新聞』創刊

## 誕生日
- 万治元年（グレゴリオ暦1658年12月31日） - 柳沢吉保、譜代大名（+ 1714年）
- 享保19年（グレゴリオ暦1735年1月1日） - 皆川淇園、儒学者（+ 1807年）
- 文政8年（グレゴリオ暦1826年1月15日） - 箕作秋坪、蘭学者（+ 1886年）
- 明治3年（グレゴリオ暦1871年1月28日） - 倉場富三郎、実業家（+ 1945年）

## 忌日
- 武烈天皇8年（ユリウス暦507年1月7日） - 武烈天皇、25代天皇

## 記念日・年中行事
- 臘八節（ 中国）
- ムーチー
- 成道会